# Friedrich August Brand
Friedrich August Brand (Vienna, 20 dicembre 1735 – Vienna, 9 ottobre 1806) è stato un pittore austriaco.

## Biografia
Era il figlio di Christian Hilfgott Brand, nato a Vienna. Era membro dell'Accademia imperiale di Vienna.
Dipinse diversi soggetti storici e paesaggi, e registrò alcune tavole, sia con l'incisione a puntasecca che con il bulino, di cui imparò da Schmutzer. Tra le altre opere:
- La colazione; dopo Toorenvliet.
- Una vista vicino a Nuisdorf.
- Vista sul giardino di Schönbrunn.
- I banditi attaccano il trasporto.
- L'ingresso alla città di Crems.

Tra i suoi studenti vi era il professore veterano di pittura paesaggistica presso l'Accademia di Belle Arti di Vienna, Joseph Mössmer.